# Sick Puppies
Sick Puppies — австралійський рок-гурт. Був створений 1997 року. Гурт випустив чотири студійні альбоми: Welcome to the Real World (2001), Dressed Up as Life (2007), Tri-Polar (2009) та Connect (2011).

## Склад
- Шимон Мур — вокал, електрогітара;
- Емма Анзай — бас-гітара;
- Марк Гудвін — ударні.

### Колишні музиканти
- Кріс Мілескі — ударні (1997 - 2003).

## Дискографія

### Студійні альбоми
- 2001 — Welcome to the Real World;
- 2007 — Dressed Up as Life;
- 2009 — Tri-Polar;
- 2013 — Connect;
- 2016 — Fury.